# 今川瑛一
今川 瑛一（いまがわ えいいち、1937年（昭和12年）6月16日 - 2009年（平成21年）1月8日）は日本の経済学者、政治学者。創価大学名誉教授。

## 略歴
1937年（昭和12年）6月16日、兵庫県姫路市に生まれる。1955年（昭和35年）に法政大学法学部を卒業し、アジア経済研究所に入る。1965年（昭和45年）からタイ・バンコクに派遣され（-1966年（昭和46年））、1973年（昭和48年）からブルッキングス研究所に派遣される（-1975年（昭和50年））。
1984年（昭和59年）に動向分析部長、1985年（昭和60年）に調査企画室長、1988年（昭和63年）に総務部長を務める。1989年（平成元年）に創価大学経済学部教授に就任し、1993年（平成5年）、同大アジア研究所長を務める。
2009年（平成21年）1月8日に死去、71歳。

## 著書

### 単著
- 『メコンとイラワジの間-インドシナ半島中央部の現実』（アジア経済研究所、1967）
- 『ネーウィン軍政下のビルマ』（アジア評論社 、1971）
- 『東南アジア現代史』（亜紀書房、1973）
- 『新インドシナ戦争』（亜紀書房、1980）
- 『転機の米ソ関係-デタントは来るか?』（教育社、1986）
- 『アメリカ大統領のアジア政策―反共の苦き勝利』（アジア経済研究所、1991）
- 『東南アジア現代史-世界恐慌前夜から独立闘争の時代』（亜紀書房、新装版、1999）
- 『続・東南アジア現代史-冷戦から脱冷戦の時代』（亜紀書房、1999）
- 『アメリカ大統領の中東・アジア政策』（亜紀書房、2001）

### 共著
- 『勃興する地域 東南アジア経済Q&A100』（亜紀書房、1994）
- 『東南アジア経済Q&A100―激動を読み解く』（亜紀書房、新版、1997）

## 参考
- 『アメリカ大統領の中東・アジア政策』
- 『現代物故者事典2009-2011』（日外アソシエーツ、2012）
- ReaD & Researchmap-今川瑛一